# Criorhina latipilosa
Criorhina latipilosa är en tvåvingeart som beskrevs av Charles Howard Curran 1925. Criorhina latipilosa ingår i släktet pälsblomflugor, och familjen blomflugor. Inga underarter finns listade i Catalogue of Life.